# 錫爾弗萊克 (新澤西州艾塞克斯縣)
錫爾弗萊克（英語：Silver Lake）是位於美國新澤西州艾塞克斯縣的普查規定居民點。

## 人口
根據2020年美國人口普查的數據，錫爾弗萊克的面積為0.845平方千米，皆為陸地。當地共有人口4730人，而人口密度為每平方千米5,597.63人。